# Кемпбелл – Сінбад – Варанус-Айленд
Кемпбелл — Сінбад — Варанус-Айленд — офшорна трубопровідна система у Індійському океані біля західного узбережжя Австралії, споруджена в межах розробки газових родовищ проєкту Гаррієт (Harriet).
У 1993 році на малих газових родовищах Кемпбелл та Сінбад встановили платформи, які сполучили з новим газопереробним заводом на острові Варанус-Айленд за допомогою газопроводу довжиною 30 кілометрів (з них 8,5 кілометра від Кемпбелл до Сінбад) та діаметром 300 мм.
Для видачі конденсату проклали трубопровід довжиною 24 кілометри та діаметром 100 мм від Кемпбелл через Сінбад до платформи Harriet A, що належала до інфраструктури нафтового родовища Гаррієт. Останнє було неподалік від Варанус-Айленд і введене в розробку ще в середині 1980-х.
Окрім зазначених вище, проєкт Гаррієт включав ще два малих газових родовища, для обслуговування яких призначались:
- газопровід та конденсатопровід завдовжки по 6 кілометрів з діаметрами 150 мм та 75 мм відповідно від родовища Бамбра до платформи Harriet A;
- газопровід довжиною 1 кілометр та діаметром 100 мм від родовища Розетта безпосередньо до газопереробного заводу (Розетта було єдиним, свердловину якого пробурили з суходолу).
Видобуток на Кемпбелл та Сінбад припинився в 2006 році через вичерпання запасів.